# Haloizyt
Haloizyt (halloizyt) – minerał z gromady krzemianów, zaliczany do grupy minerałów ilastych (grupa kaolinitu). Należy do grupy minerałów pospolitych i szeroko rozpowszechnionych.
Nazwa pochodzi od nazwiska belgijskiego geologa Omaliusa d'Halloya (1783-1875).

## Właściwości
Zazwyczaj tworzy bardzo małe, widoczne pod bardzo dużym powiększeniem, kryształy o pokroju rurkowym. 
Występuje w skupieniach zbitych, masywnych (przypominających porcelanę), ziemistych i proszkowych. Jest podobny do montmorillonitu i kaolinitu. Jest przeświecający. Bardzo często zawiera domieszki chromu, żelaza, magnezu, niklu, miedzi. Suchy rozpada się na nieforemne okruchy. W wodzie kruszy się, lecz nie pęcznieje. W temperaturze ok. 60 °C i przy długotrwałym suszeniu traci wodę i przechodzi w metahaloizyt – o składzie chemicznym identycznym z kaolinitem lecz o różnej, zaburzonej strukturze.

### Występowanie
Minerał hydrotermalny i hipergeniczny. Powstaje w środowisku kwaśnym lub obojętnym, zwłaszcza w obecności kwasu siarkowego, tworzącego się na skutek wietrzenia pirytu lub markasytu (produkt przeobrażeń (wietrzenia) tlenków żelaza). Współwystępuje z gibbsytem, montmorillonitem, kaolinitem, allofanem, markasytem. 
Miejsca występowania: Azerbejdżan, Rosja, Belgia, Niemcy, Francja, Słowacja. 
W Polsce – występuje jedno z największych złóż w świecie - złoże "Dunino" k. Legnicy. Jego zasoby szacowane są na ponad 10 mln ton. Występują w nim głównie nanorurki (HNT) oraz  nanopłytki (HNP) haloizytowe. 
Występuje też jako domieszka w białych glinach ceramicznych w okolicach Będzina (zwykle towarzyszy mu gibbsyt i allofany), w złożu rud żelaza k. Starachowic oraz w strefie wietrzenia dolnośląskich masywów serpentyninowych w okolicach Szklar k. Ząbkowic Śląskich (odmiany żelazowe haloizytu).

### Zastosowanie
- surowiec dla przemysłu ceramicznego;
- surowiec do produkcji sorbentów mineralnych;
- dodatek paszowy;
- katalizator;
- złoża filtracyjne
- absorber promieniowania elektromagnetycznego w zakresie fal radiowych[3].